# Ranji Trophy
Ranji Trophy – najważniejszy coroczny krajowy turniej w wielodniowej odmianie krykieta rozgrywany w Indiach.
Pierwsza edycja zawodów, noszących imię indyjskiego krykiecisty Kumara Shri Ranjitsinhji, odbyła się w sezonie 1934-35. Obecnie w rozgrywkach (trwających od grudnia do marca) bierze udział 27 drużyn reprezentujących lokalne związki krykietowe lub inne kluby posiadające pierwszoklasowy status.